# Nasiruddin Mahmud

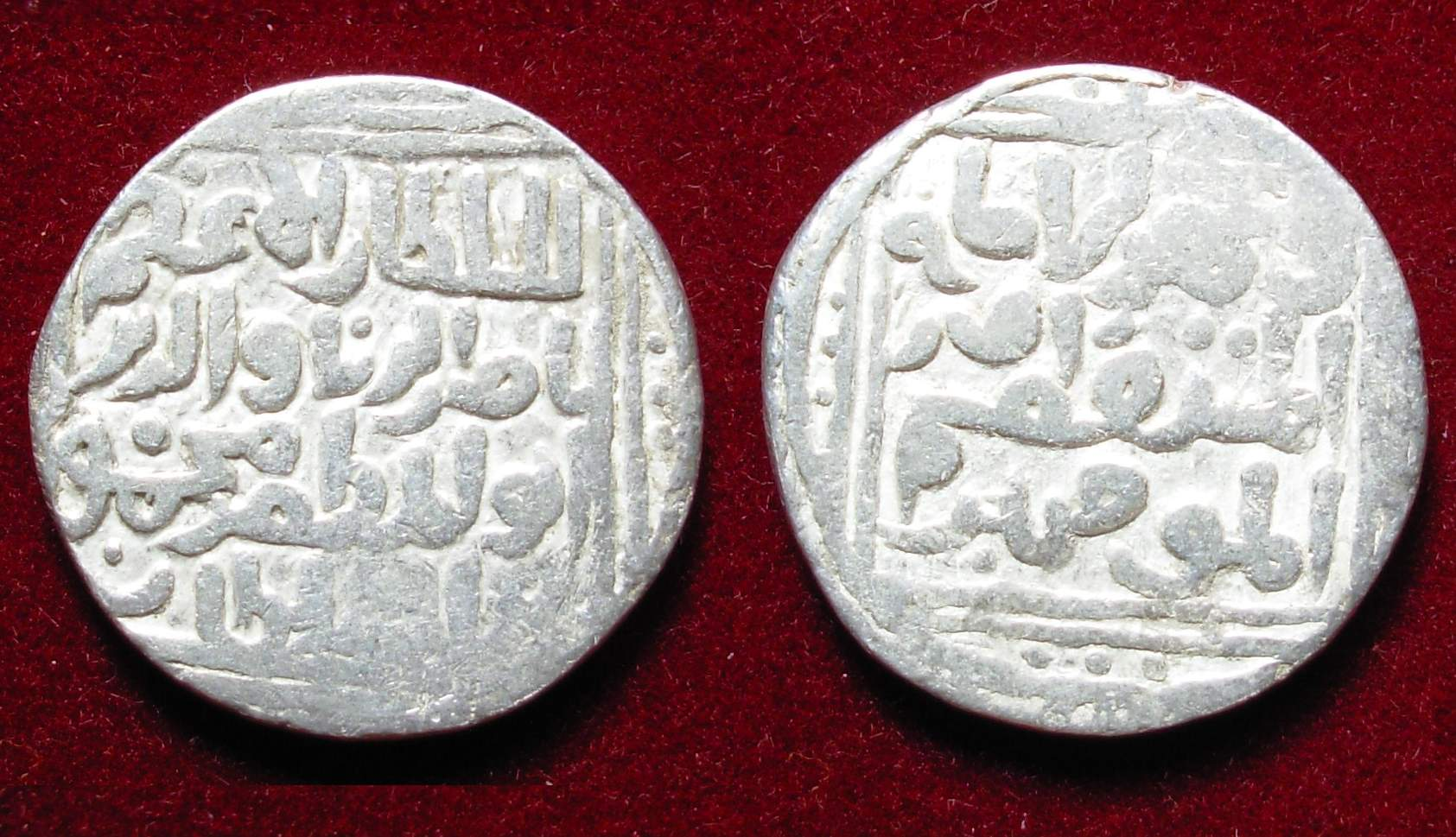
Zilveren munt van Nasiruddin Mahmud.

Nasiruddin Mahmud (Perzisch: ناصر الدین محمود; gestorven 1266) was sultan van Delhi van 1246 tot 1266. Hij was de jongste zoon van sultan Shamsuddin Iltutmish (regeerde 1211 - 1236) en was de achtste sultan van de Slavendynastie.
Na de dood van sultan Iltutmish werden een aantal van zijn kinderen sultan. De werkelijke macht lag echter bij een raad van edelen, die bepaalde wie sultan werd. De raad had in 1242 een kleinzoon van Iltutmish, Alauddin Masud, tot sultan benoemd. Toen deze steeds meer de neiging kreeg de macht naar zich toe te trekken werd hij vervangen door zijn oom Nasiruddin Mahmud. Deze was een zeer vroom moslim. Hij bracht veel tijd door met bidden en gaf veel geld uit aan aalmoezen. De regering liet hij grotendeels over aan Ghiyasuddin Balban, een slaaf van Iltutmish die in de ranken van de bestuurders was opgeklommen. Toen Nasiruddin Mahmud in 1266 stierf, werd Balban zelf sultan.